# Wanderers Fútbol Club (Artigas)
El Wanderers Fútbol Club es una institución de fútbol con sede en la ciudad de Artigas, del departamento homónimo, Uruguay. Fue fundado en 1935 y su equipo juega en la 1.ª Divisional "A" de la Liga de Fútbol de Artigas.

## Historia
Fundado el 26 de septiembre de 1935, Wanderers obtuvo pocos años después su primer título (1942). Luego vendrían 4 títulos más para completar su primer quinquenio en la liga local. Tuvieron que pasar 36 años para que Wanderers lograra un nuevo título, ya en los años 1980. Luego vendrían algunos títulos alternados. En 2001 Wanderers logró el título 4 temporadas consecutivas.

A finales de los años 1980 alcanzaría la final de la Copa El País en dos ocasiones (1989 y 1990), pero resultaría perdedor en ambas. 9 años después volvería a disputar una final del interior, y por tercera vez la perdería, convirtiéndose en el equipo con más finales perdidas en la historia de la Copa El País.

Otra sería la historia a partir de la temporada 2003. El club logró coronarse tricampeón de la Copa El País entre 2003 y 2005, logrando de esta forma en tan solo 3 años, pasar de ser el club con más finales perdidas de la Copa, a ser uno de los más laureados. En la temporada siguiente (2006) alcanzaría nuevamente la final de la Copa El País, pero en los últimos minutos del partido definitivo, Libertad de San Carlos le dio vuelta el marcador (de 0-1 a 2-1), y le quitó a Wanderers la oportunidad de ganar su cuarta estrella en forma consecutiva. Del 2012 a 2016 obtuvo su segundo quinquenio. dejando al Bohemio con un total de 22 títulos locales, y 4 a nivel del interior.
Wanderers tiene en su poder la goleada más grande en un partido clásico, cuando derrotó 7 a 1 a su rival de todas las horas San Eugenio
Es el club con más finales disputadas, llegando a un total de 9 a lo largo de la historia de la copa más importante de clubes del interior. Su última conquista fue en 2015 tras ganarle 3-1 a San Carlos, teniendo como destaque a Horacio Peralta (exjugador de Nacional, Inter de Milán,etc.), lo cual lo deja primero en el Ranking del interior con  4 Copas O.F.I.

## Uniforme
- Uniforme titular: Camiseta a franjas verticales blancas y negras, pantalón negro, medias negras
- Uniforme alternativo: Camiseta rosa con vivos negros, pantalón negro, medias negras.

## Clásicos
El clásico de la ciudad de Artigas, entre Wanderers de Artigas y San Eugenio Fútbol Club el 16 de septiembre de 2012 tuvo una jornada histórica, con una goleada épica, nada más ni nada menos que por 7 a 1. Es actualmente la mayor diferencia de goles que ha ocurrido en un encuentro entre estos dos equipos; dejando atrás otra goleada que ocurrió en el año 2011 por Copa El País en donde el conjunto "bohemio" ganó por 5 a 0.

## Palmarés

### Torneos nacionales
- Copa El País (4): 2003, 2004, 2005, 2015
- Subcampeón de la Copa El País (5) : 1989, 1990, 1999, 2006, 2008.
- Campeonato del Litoral (fase intermedia de la Copa El País) (2): 1989, 1990

### Torneos locales
- Liga de Fútbol de Artigas (23): 1942, 1943, 1944, 1945, 1946, 1982, 1987, 1988, 1990, 1992, 2001, 2002, 2003, 2004, 2006, 2008, 2012, 2013, 2014, 2015, 2016, 2019, 2022